# Eriocottis fuscanella
Eriocottis fuscanella is een vlinder uit de onderfamilie Eriocottinae van de familie Eriocottidae. De wetenschappelijke naam is voor het eerst geldig gepubliceerd in 1847 door Philipp Christoph Zeller.
De soort komt voor in Europa.